# Заборшт-при-Шентвиду
Заборшт-при-Шентвиду (словен. Zaboršt pri Šentvidu) — поселення в общині Іванчна Гориця, Осреднєсловенський регіон, Словенія. Висота над рівнем моря: 329,5 м.